# Pigmeje

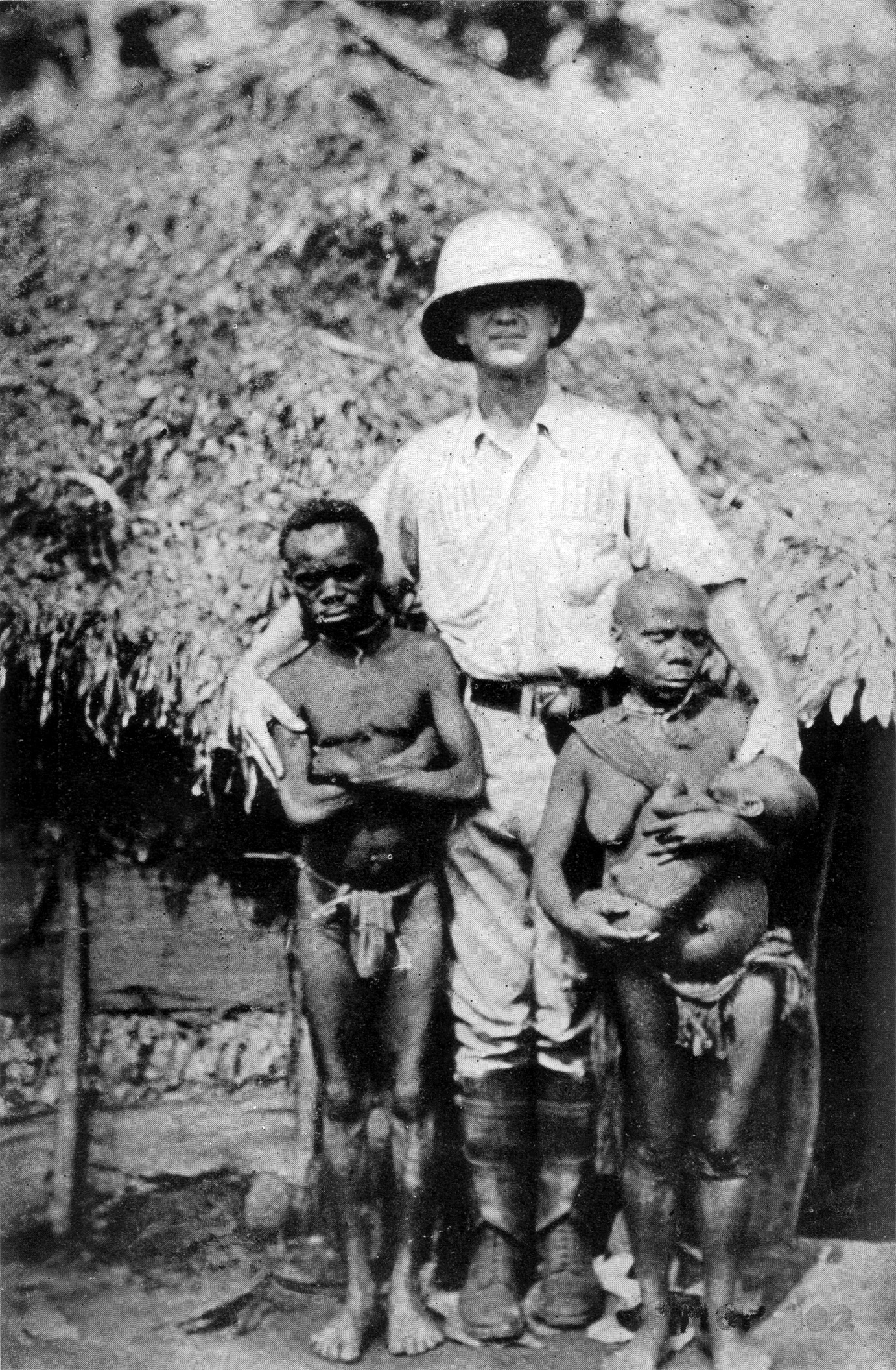
Badacz europejski wśród afrykańskich Pigmejów

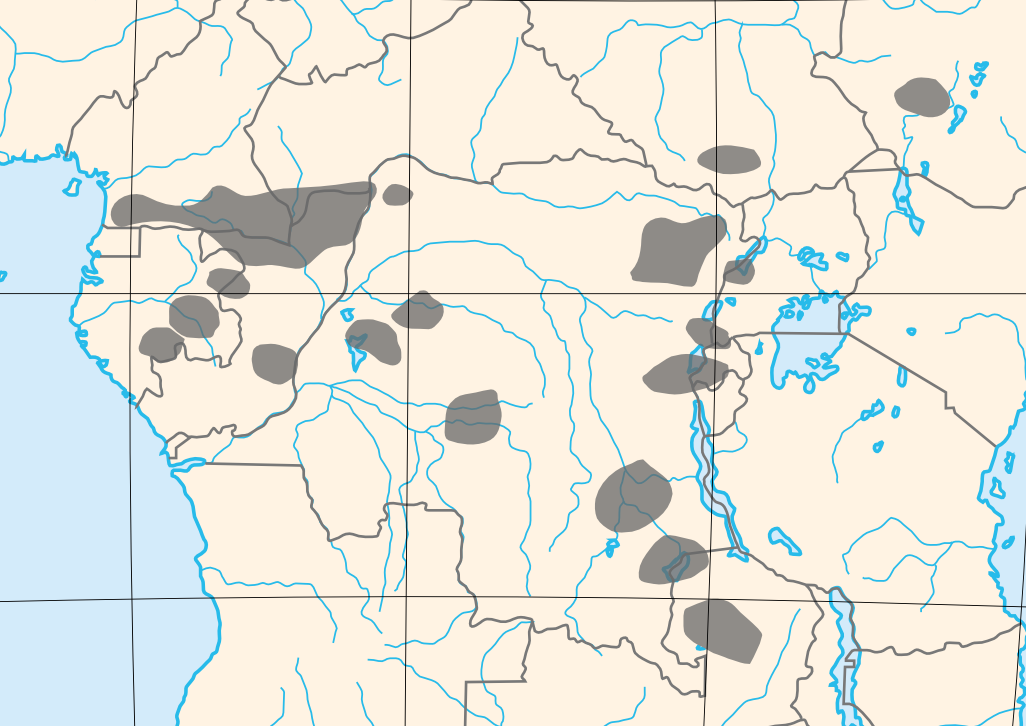
Miejsce zamieszkania Pigmejów

Pigmeje (stgr. πυγμαῖος pygmaĩos „mały jak pięść” od πυγμή pygmḗ „pięść; boks”) – ludy negroidalne, zamieszkujące lasy tropikalne Afryki Środkowej, charakteryzuje je niski wzrost, wahający się od 140 do 150 cm. Częściowo prowadzą koczowniczy tryb życia, zajmując się łowiectwem i zbieractwem. Zamieszkują różne regiony w Afryce równikowej. Ich populacja liczy około 100 tys. osób. Nie posługują się wspólnym językiem, nie mają świadomości wspólnej historii. Stanowią małe, odrębne społeczności.
Na czas polowań Pigmeje zbierają się pod przewodnictwem tymczasowego wodza.
Pigmeje dzielą się na trzy grupy:
- Mbuti (Las Równikowy Ituri)
- Twa Binga (Republika Środkowoafrykańska)
- Baka (Gabon i Kamerun)

Z punktu widzenia antropologii tylko pierwszą grupę można zaliczyć do Pigmejów właściwych, bowiem tylko oni charakteryzują się wzrostem wyraźnie niższym niż średni wzrost innych mieszkańców Afryki.
Pigmeje mają bogate życie obrzędowe związane z totemizmem.

## Pochodzenie
Do niedawna pochodzenie Pigmejów pozostawało niewyjaśnione. Odpowiedzi dostarczyły ostatnie badania naukowców francuskich. Analizując 20 markerów genetycznych w materiale pobranym od 604 Pigmejów z Kamerunu, Gabonu i Demokratycznej Republiki Konga (plemiona Baka, Koya, Bongo, Bezan, Kola), poddając wyniki komputerowej symulacji uwzględniającej miliony możliwości przebiegu dziejów tych plemion i ich członków, badacze ułożyli najbardziej przystający do aktualnej sytuacji genetycznej, historyczny model ich pokrewieństwa.
Pokazuje on, że wspólny przodek Pigmejów i ich sąsiadów żył 54 tysiące lat temu. Ich podział na odrębne plemiona rozpoczął się przed około 2800 laty i zbiegł się w czasie ze zmianą sposobu gospodarowania ziemią w Afryce – ludy Bantu zaczęły trudnić się rolnictwem na wielkich obszarach subsaharyjskich. Prawdopodobnie zakłóciło to ekosystem, w którym żyli Pigmeje i jednolity dotychczas lud został poszatkowany na odrębne grupy. Pozbawieni zupełnie kontaktu, zostali zepchnięci na margines afrykańskiego życia.
Wzmianki o Pigmejach pojawiają się też w cywilizacjach starożytnych, najczęściej w starożytnym Egipcie i Kartaginie.